# Histoire de Macao
Cet article concerne l'histoire de Macao.

## Préhistoire
Il y a au moins six mille ans, il y avait des êtres humains installés dans la région de Macao.

## Empire de Chine
La région aujourd'hui appelée Macao faisait autrefois partie de la province de Guangdong. Pendant la dynastie des Song méridionaux, elle fut habitée pour la première fois par des réfugiés de l'invasion mongole de 1277. Pendant la dynastie des Ming des pêcheurs des provinces du Fujian et Guangdong s'ajoutèrent à la population.

## Période portugaise
Les premiers Portugais arrivèrent en Chine en 1513 sur l'île de Lintin qu'ils réclamèrent au nom du roi du Portugal. Lors des années suivantes, les autorités chinoises voulurent démontrer leur souveraineté sur la région et expulsèrent plusieurs aventuriers. En 1536, à la suite d'une avarie, les Portugais obtinrent le droit de jeter l'ancre à Haojingao. Le début de la colonie est daté de 1553, année de l'établissement des premiers bâtiments permanents.
Macao devint vite une ville prospère. Elle était un centre naturel pour le commerce portugais avec le Japon, la Chine, l'Inde et le sud-est asiatique en général. En 1557, le gouvernement portugais signa un bail officiel avec le gouvernement chinois en échange d'un tribut annuel et établit un village. Le territoire restait sous souveraineté chinoise cependant, et les citoyens chinois soumis à la loi chinoise. En 1605, une attaque par la flotte néerlandaise poussa les Portugais à construire un mur autour du village sans la permission de la Chine.
Macao continua de prospérer jusqu'au déclin de l'Empire portugais au milieu du XVIIe siècle. Elle fut entre autres le centre du commerce Chine-Japon lorsque celui fut officiellement banni par la Chine en 1547.
Macao fut sous la juridiction de l'« État portugais des Indes » (« Estado português da India ») jusqu'au 20 avril 1844. Par la suite, elle fut reconnue comme une province outre-mer par le Portugal, mais pas par la Chine. En 1845, Macao fut déclarée port libre, les élites chinoises furent expulsées et le gouvernement portugais se mit à taxer les ouvriers chinois. L'indépendance fut déclarée en 1849 lorsque le Portugal cessa de payer tribut à la Chine. La Chine fit assassiner le gouverneur de Macao, João Maria Ferreira do Amaral, la même année. En guise de représailles, le Portugal envahit l'île de Wanzhai, qu'il rétrocéda à la Chine en 1887. En définitive, le Portugal prit le contrôle des îles de Taipa et de Coloane, en 1851 et 1864.
Un traité de paix, le traité de Tianjin, fut signé en 1862 reconnaissant la souveraineté portugaise sur Macao, mais ce traité ne fut jamais ratifié par les autorités chinoises. Un autre traité, le « Protocole regardant les relations entre les deux pays », fut signé à Lisbonne en 1887. Ce traité confirmait l'occupation et le contrôle perpétuel de Macao par les autorités portugaises, mais sans en définir les frontières. Le Portugal s'engageait également à ne pas se départir de Macao sans l'accord de la Chine.
L'empire du Japon, qui avait envahi militairement la Chine puis Hong Kong, établit un protectorat virtuel sur Macao en 1943, bien que le Portugal fût neutre lors de la Seconde Guerre mondiale. La domination japonaise cessa en 1945.
De 1945 à 1950 un important trafic d'or se développe à Macao jusqu'à en devenir l'épicentre mondial.
En 1949, lorsque les communistes prirent le pouvoir en Chine continentale, ils ne reconnurent pas le traité de 1887. Cependant, ils n'étaient pas prêts à régler immédiatement la question et demandèrent le maintien du statu quo. Ils prirent la même position concernant Hong Kong.
Lorsque l'émeute pro-chinoise éclata en 1966, le gouvernement portugais négocia avec le gouvernement chinois par l'intermédiaire de Ho Yin, pour stopper le flot de réfugiés et faire cesser les mouvements de foule. Le Portugal proposa alors de céder complètement Macao à la Chine, offre qui fut refusée. En 1974, après la Révolution des œillets au Portugal, le gouvernement portugais décida d'accorder leur indépendance à toutes les colonies outre-mer et reconnut l'appartenance de Macao à la Chine. La Chine refusa, une fois encore, la charge de l'administration du territoire.

## Rétrocession
Le Portugal et la république populaire de Chine établirent des relations diplomatiques pour la première fois en 1979. Un communiqué conjoint signé le 20 mai 1986 demanda des négociations sur le sujet de Macao. Une « Déclaration conjointe sur la question de Macao », qui annonçait le retour de Macao sous souveraineté chinoise le 20 décembre 1999, fut signée le 13 avril 1987.
Macao est aujourd'hui une région administrative spéciale. Sous la formule « un pays, deux systèmes », Macao ne pratique pas le système économique socialiste de la Chine continentale et possède un haut niveau d'autonomie, sauf en matière de défense et d'affaires étrangères.